# Fernandezina angeloi
Espèce
Fernandezina angeloi est une espèce d'araignées aranéomorphes de la famille des Palpimanidae.

## Distribution
Cette espèce est endémique du Minas Gerais au Brésil,. Elle se rencontre vers Januária dans le parc national des Cavernas do Peruaçu vers la grotte Lapa do Cipó.

## Description
Le mâle holotype mesure 2,4 mm.

## Systématique et taxinomie
Cette espèce a été décrite par Carvalho, Braga-Pereira et Santos en 2024.

## Étymologie
Cette espèce est nommée en l'honneur d'Angelo Barbosa Monteiro Machado. 

## Publication originale
- Carvalho, Braga-Pereira & Santos, 2024 : « Two new species of Fernandezina Birabén, 1951 (Araneae, Palpimanidae) from cave and epigean habitats in Brazil. » Zootaxa, no 5415(1), p. 181-192.